# Adobe Photoshop Elements
Adobe Photoshop Elements är ett redigeringsprogram för rastergrafik. Programmet är riktat mot hobby- och konsumentredigering och säljs för en bråkdel av kostnaden för dess professionella systerprogram Adobe Photoshop. Programmet innehåller de flesta funktionerna som den mer avancerade versionen men med färre och enklare alternativ. Programmet tillåter användaren att skapa, redigera, organisera och dela bilder.
Den senaste utgåvan är Adobe Photoshop Elements 2025.